# おかざき農遊館

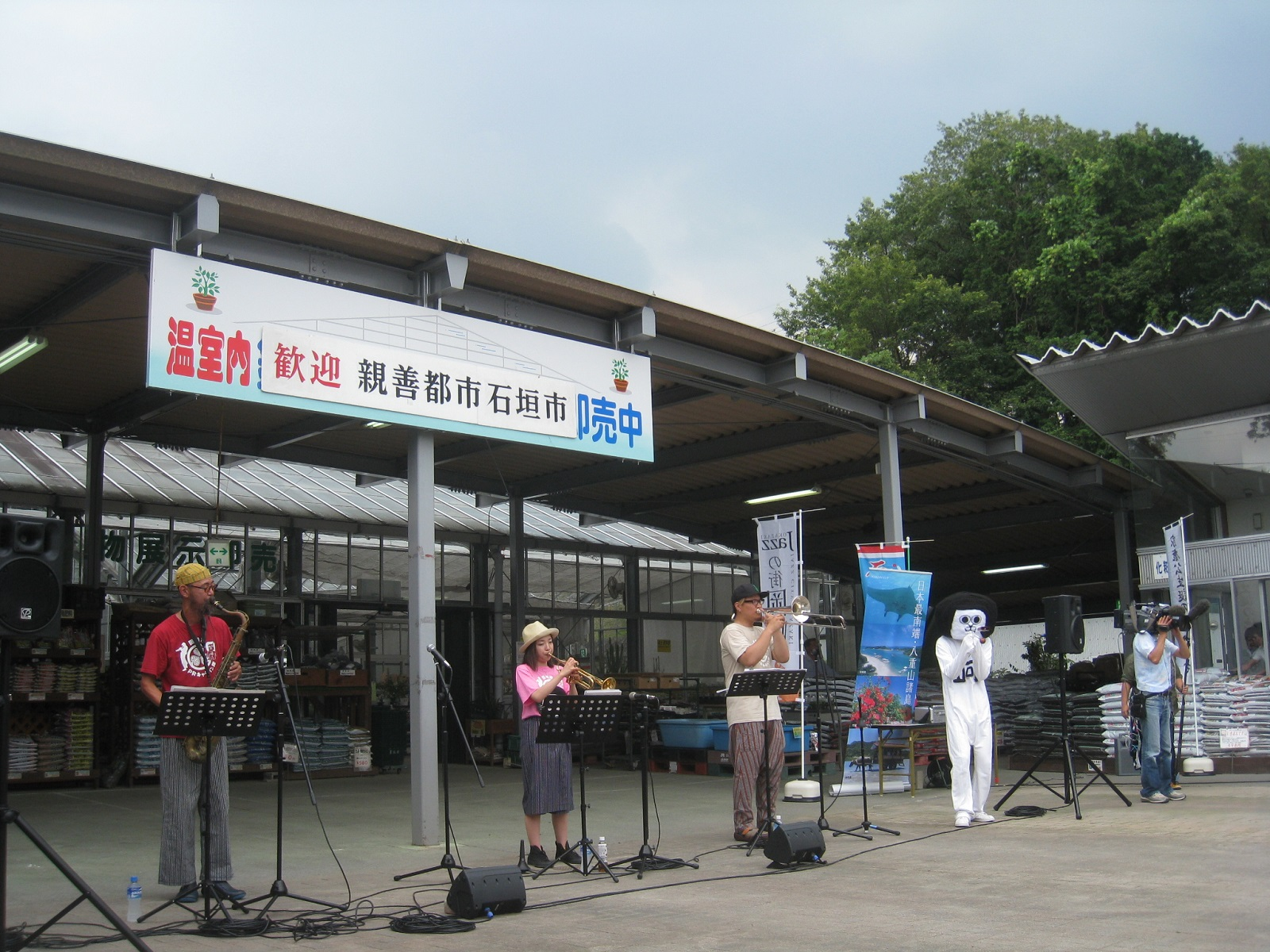
「石垣市の観光と物産展」でのイベント

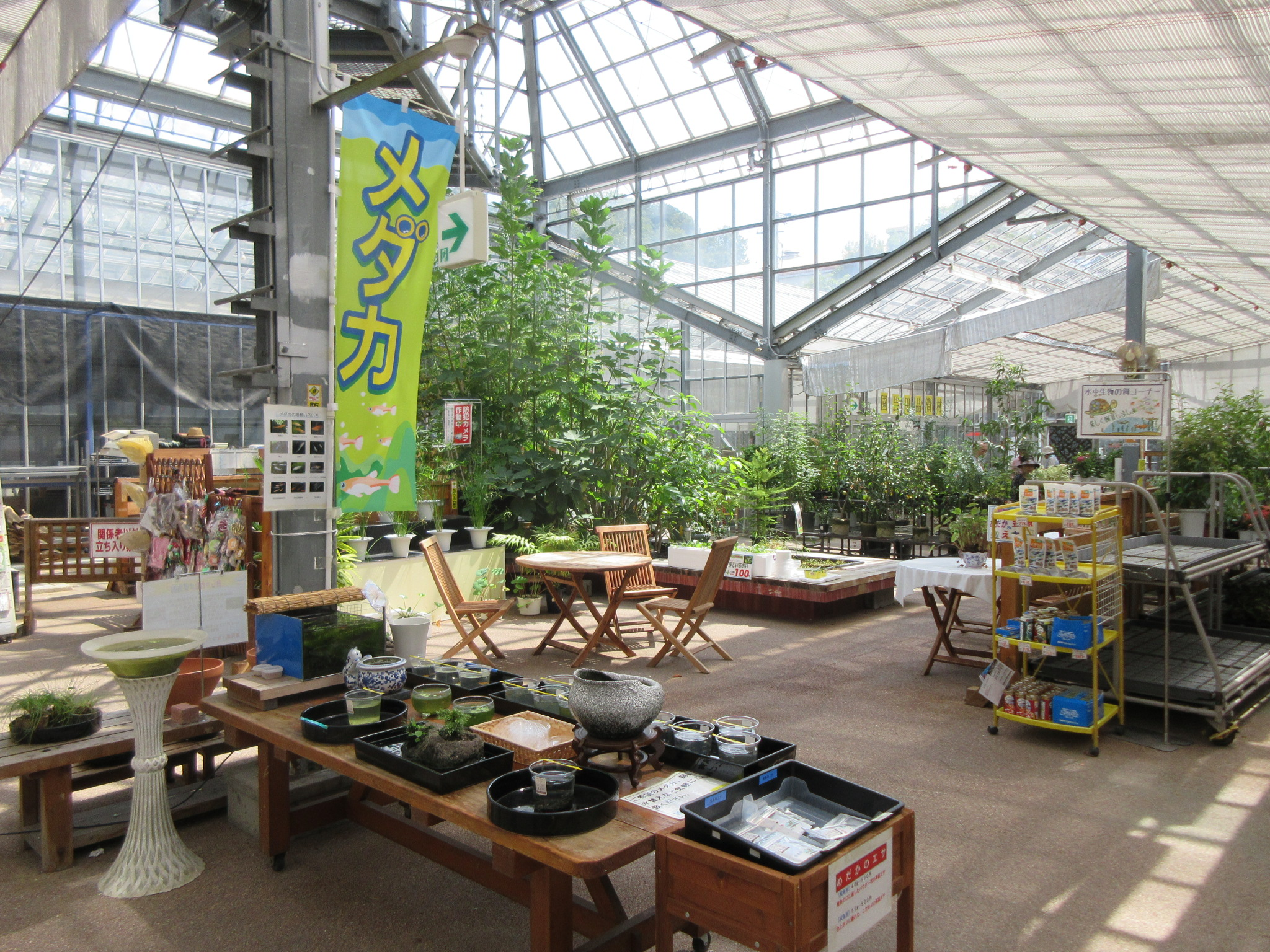
温室のメダカ売り場

おかざき農遊館（おかざきのうゆうかん）は、愛知県岡崎市東阿知和町にある市営の農産物直売所。野菜や果物のほか、観葉植物、植木、園芸資材なども充実している。

## 概要
1996年（平成8年）4月20日にオープンした。市の農業バイオセンター計画の一環として、新鮮な地元農林産物の展示即売を通じて、生産者と消費者が相互にふれあい交流する場を提供することを目的に建設された。建設事業費は国・県の補助金も含めて4億8,840万円。名称は全国からの2,972通の応募の中から決定された。
展示即売している農林産物は「おかざき農遊館産直部会」会員が生産したもので、生産者自身が値段を付け、名前が分かるようにして出品するシステムをとっている。メインの施設のほかに、軽食コーナー、催事兼休憩コーナー、きのこ展示即売コーナー、多目的広場などがある。
オープン当初は第三セクターの「ふれあい施設管理販売会社」が販売および管理運営に当たっていた。2006年（平成18年）4月からは、あいち三河農業協同組合（JAあいち三河）が本施設と市内下青野町にある「ふれあいドーム岡崎」の両直売所の管理運営に当たっている。
園芸や手芸の講座が不定期で行われている。また毎年7月に「親善都市石垣市の観光と物産展」が開催される。
利用時間は9:00～18:00（10月から3月までは17:00まで）。年中無休（ただし1月1日から4日まで休業）。

## 交通アクセス

### 公共交通機関
- 名鉄バス滝団地行きまたは大沼行き。「真伝町」バス停を下車、北へ徒歩で約15分。

### 自家用車
- 東名高速道路「岡崎インターチェンジ」から車で約15分。
- 伊勢湾岸自動車道「豊田東インターチェンジ」から車で約15分。
- 国道248号「上里2丁目」交差点を東へ2km。